# إسكندر كوكسال
إسكندر كوكسال (بالتركية: İskender Köksal)‏ هو لاعب كرة قدم تركي في مركز الدفاع، ولد في 22 أغسطس 1981 في إسطنبول في تركيا. لعب مع Körfez SK ‏.

## وصلات خارجية
- إسكندر كوكسال على موقع اتحاد تركيا (لاعب) (الإنجليزية)
- إسكندر كوكسال على موقع قاعدة بيانات كرة القدم.إي يو (الإنجليزية)